# Federação Acreana de Ciclismo
A Federação Acreana de Ciclismo (FAC) é uma federação desportiva brasileira que organiza o ciclismo no estado do Acre.
Dentre as competições que organiza, estão o Campeonato Acreano de Bicicross, Desafio 120k Acre de Mountain Bike e Campeonato Acreano Kids.

## Presidentes
| Ano       | Presidente                            |
| --------- | ------------------------------------- |
| 1996-?    | Pedro Paulo Menezes de Campos Pereira |
| ?–2014    | Santos Vidal                          |
| 2015–2016 | Ney Vilela                            |
| 2016–2020 | Alexandre de La Torre                 |